# Bahnpostamt Geestemünde
Das Kaiserliche Postamt bzw. Bahnpostamt Geestemünde (Alte Post) in Bremerhaven-Geestemünde, Ortsteil Geestendorf, Friedrich-Ebert-Straße 75 in der Verlängerung der Buchtstraße, stammt von 1914.
Das Gebäude bildet mit dem benachbarten Hauptbahnhof Bremerhaven ein Ensemble, das seit 2012 unter bremischem Denkmalschutz steht.

## Geschichte

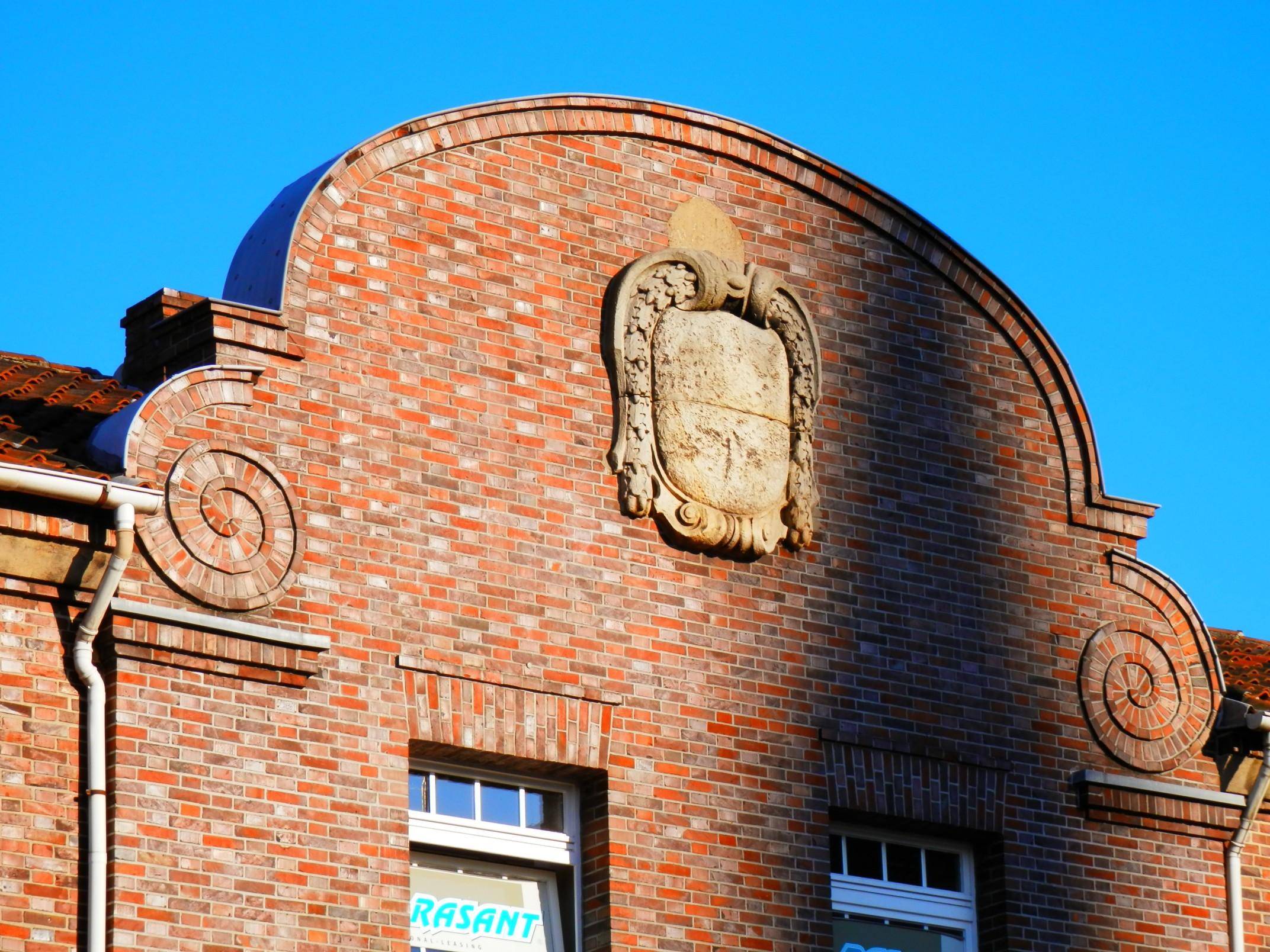
Giebel mit Wappenkartusche

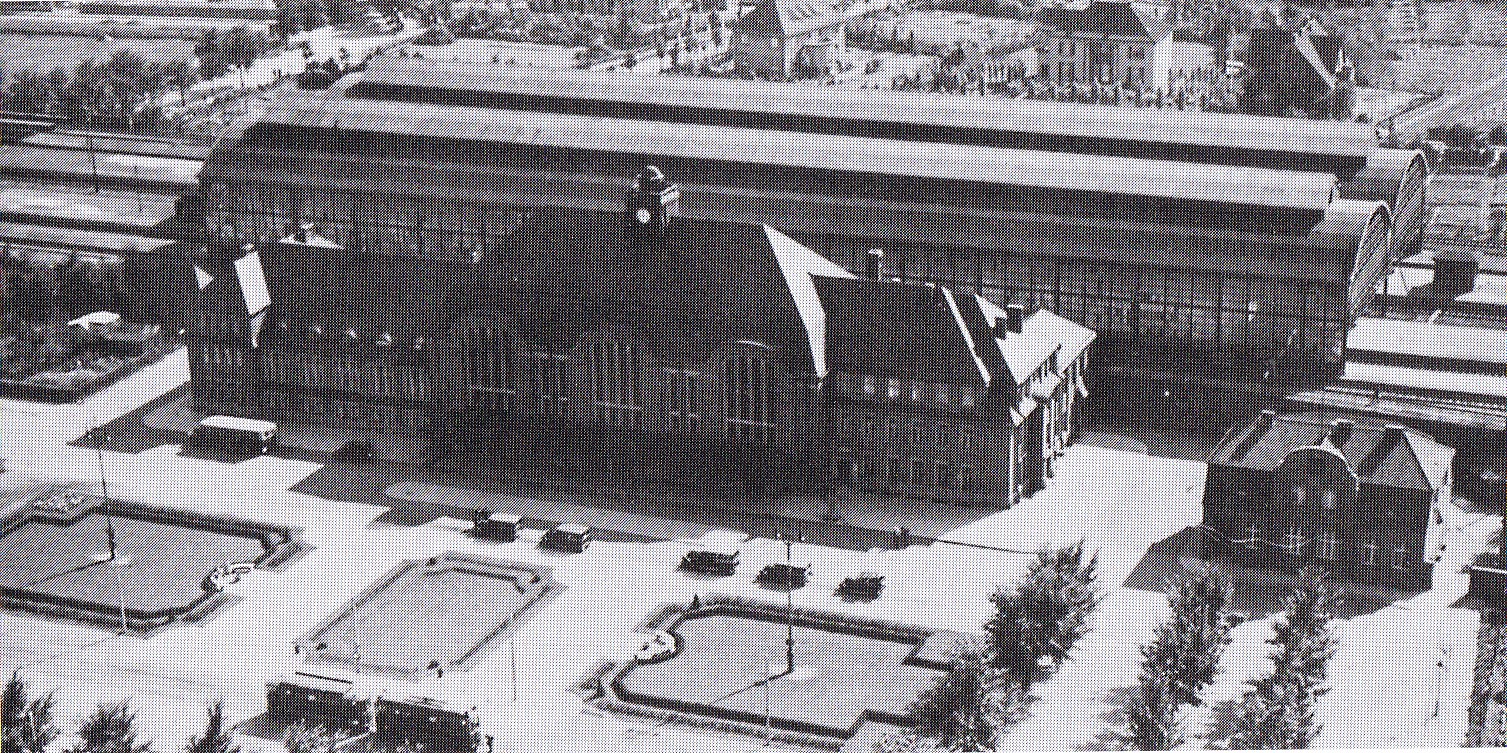
1914: Links Bahnhof, rechts: Post

Das zweigeschossige verklinkerte Gebäude mit dem gestuften neobarocken segmentbogigen Mittelrisalit wurde 1913/14 nach Plänen von Postbaurat Schäffer von der Kaiserlichen Oberpostdirektion Hannover gebaut. Das Bahnpostamt entstand zusammen mit dem denkmalgeschützten Neubau des Personenbahnhofs Geestemünde-Bremerhaven von 1914, dem heutigen Bremerhavener Hauptbahnhof.
Das Gebäude hatte früher einen kleinen Posthof. Über eine rückseitige Rampe erfolgte die Anlieferung. Im Norden an der Ecke zum Platz war der Eingang zur Schalterhalle. Im Erdgeschoss waren zudem die Dienstzimmer und der Paketraum. Im Obergeschoss befand sich eine Dienstwohnung. Das Landesamt für Denkmalpflege Bremen befand: „Der Giebel wird äußerst reizvoll mit großen gemauerten Voluten über einem kurzen Gesims gegenüber der restlichen Fassade abgesetzt und trägt im Zentrum eine aufwändige neubarocke Wappenkartusche der Reichspost.“
2022 befand sich in dem Gebäude die Bundespolizei Bremerhaven.